# Vizcondado de Castro y Orozco
El vizcondado de Castro y Orozco es un título nobiliario español creado por la reina Isabel II mediante Real Decreto de 25 de octubre de 1846 en favor del político Francisco de Paula Castro y Orozco, presidente del Congreso de los Diputados.
El título nació como un vizcondado previo para la posterior concesión del marquesado de Gerona pero, por Real Decreto de 20 de noviembre de 1846, se declaró no cancelado, perpetuándose y continuando hoy en día en posesión de sus herederos.

## Vizcondes de Castro y Orozco
|                        | Titular                            | Periodo                |
| Creación por Isabel II | Creación por Isabel II             | Creación por Isabel II |
| ---------------------- | ---------------------------------- | ---------------------- |
| I                      | Francisco de Paula Castro y Orozco | 1846-1847              |
| II                     | Rita María Pérez de Orozco         | 1847-1848              |
| III                    | José de Castro y Orozco            | 1849-1869              |
| IV                     | Eugenio Sellés y Ángel de Castro   | 1909-1926              |
| V                      | Ernesto Sellés y Rivas             | 1928-1960              |
| VI                     | María Rosario Sellés y Figueras    | 1963-2021              |

## Historia de los vizcondes de Castro y Orozco
I. Francisco de Paula Castro y Orozco (Granada, 21 de abril de 1809-Madrid, 4 de mayo de 1847), i vizconde de Castro y Orozco, i marqués de Gerona. Fue un relevante político durante el reinado de Isabel II, siendo varias veces diputado a Cortes, así como magistrado del Tribunal Supremo, ministro de Gracia y Justicia y presidente del Congreso de los Diputados.
Sin descendencia, le sucedió su madre:
II. Rita María Pérez de Orozco (Granada, 19 de diciembre de 1776, Madrid, 28 de abril de 1848), ii vizcondesa de Castro y Orozco, ii marquesa de Gerona.
En 1849 le sucedió su hijo:
III. José de Castro y Orozco (Granada, 10 de marzo de 1808, Madrid, 17 de mayo de 1869), iii vizconde de Castro y Orozco, iii marqués de Gerona. Políticio y jurista, al igual que su hermano llegó a ser ministro de Gracia y Justicia y magistrado del Tribunal Supremo. También fue un prolífico escritor.
Sin descendencia, en 1909 le sucedió su sobrino:
IV. Eugenio Sellés y Ángel de Castro (Granada, 8 de abril de 1842-Madrid, 12 de octubre de 1926), iv vizconde de Castro y Orozco, iv marqués de Gerona. Periodista, dramaturgo y político, que ejerció como gobernador civil de Sevilla y Granada durante la regencia del general Serrano. Fue miembro de la Real Academia Española.
Casó con Avelina de Rivas y Cano (1849-1917). Aunque a su hijo mayor, Eugenio, se le concedió la sucesión a los dos títulos de su padre, este no pagó los impuestos del vizcondado, por lo que en 1928 le sucedió su otro hijo:
V. Ernesto Sellés y Rivas (Granada, 7 de octubre de 1888-Madrid, 17 de febrero de 1960), v vizconde de Castro y Orozco, vi marqués de Gerona.
Casó el 15 de octubre de 1927 con María del Rosario Figueras y Figueras, hija de los vizcondes de Casa Figueras. En 1963, por distribución y posterior fallecimiento, le sucedió su hija:
VI. María Rosario Sellés y Figueras (Granada, 4 de abril de 1930-Madrid, 11 de noviembre de 2021), vi vizcondesa de Castro y Orozco.
Casó con Román Wojciech Basalyga. Con descendencia.